# Колаковський Олексій Антонович
Олексі́й Анто́нович Колако́вський (29 червня 1856, Поділля — † 28 вересня 1912, Санкт-Петербург) — скрипаль та педагог.

## Короткий життєпис
Походить з родини художника та скрипаля-аматора, навчався у свого батька.
В 1872—1873 роках виступає як соліст оркестру Київської опери.
1873 року закінчив Київське музичне училище Російського музичного товариства — по класу скрипки у Івана Водольського. Того ж року зробив свій перший концерт — у Києві.
1877 із золотою медаллю закінчує Петербурзьку консерваторію — по класу Леопольда Ауера.
В 1884—1897 роках — соліст Большого театру в Москві.
1897 року вимушено полишає театральну службу через хворобу очей. У 1897—1906 роках працює викладачем в Київському музичному училищі, в 1906—1912 — у Петербурзькій консерваторії. Також в 1905—1906 роках займався викладанням в київській приватній музичній школі Миколи Тутковського та у власній школі.
Також працював концертмейстером оркестру Беньяміна Більзе в Берліні.
Відбулися його сольні концерти — у Києві в 1873, 1889, 1901 роках, 1877 — в Одесі, 1891 — в Москві, також в Санкт-Петербурзі.
Виступав за кордоном — Відень, Берлін, Лондон.
Вважався одним з найкращих світових скрипалів останньої чверті 19 — початку 20 століття.
Виконував твори Л. ван Бетховена, М. Бруха, Г. Венявського, Дж. Верді, Н. Паганіні, К. Сен-Санса, Ф. Шопена, П. Чайковського.